# Heřmanovice
Heřmanovice (in tedesco Hermannstadt) è un comune della Repubblica Ceca facente parte del distretto di Bruntál, nella regione della Moravia-Slesia.